# Rodney Arismendi
Tibaldo Rodney Arismendi Carrasco (Río Branco, Cerro Largo, 21 de marzo de 1913 - Montevideo, 27 de diciembre de 1989) fue un político y ensayista uruguayo, Secretario General del Partido Comunista del Uruguay entre 1955 y 1987 y uno de los teóricos más importantes del comunismo en la segunda mitad del siglo XX.

## Biografía

### Comienzos de su carrera política
Sus padres fueron Tibaldo Arismendi, empleado aduanero y diputado por la lista 5 del partido Colorado por el departamento de Cerro Largo entre junio de 1938 y febrero de 1942, y Etelbina Carrasco. Tuvieron tres hijos. Tibaldo Rodney Arismedi nació en 1913 y a con doce años se fue a vivir a Melo para cursar estudios secundarios. En 1930 hizo bachillerato de abogacía en el IAVA de Montevideo.
Desde muy joven desarrolló una militancia social y política en su departamento natal. El 19 de abril de 1931 se afilió al Partido Comunista de Uruguay (PCU). Fue dirigente estudiantil y tuvo una intensa participación en la lucha contra la dictadura de Gabriel Terra (1933). Incursionó en el periodismo como redactor responsable del Diario Popular y Director de Justicia, periódico del PCU. La campaña de denuncias antifascistas originó cuarenta y siete procesos en su contra y debió exiliarse. En esa circunstancia escribió sus primeros libros, La filosofía del marxismo y el Sr. Haya de la Torre (1946) y Para un Prontuario del dólar (Al margen del Plan Truman) (1947), dando inicio a una permanente elaboración, de gran amplitud temática, que tiene a la filosofía, la sociedad y la política como centros de atención. En este plano se destaca como una de sus más originales contribuciones al marxismo la teoría de la revolución continental, que plantea, dialécticamente, la unidad esencial de la revolución latinoamericana. Asimismo, fue fundador y Director de la revista teórica Estudios (Económicos, políticos, filosóficos, culturales) en el período entre 1956 y 1989, en el que se editaron 105 números.
En 1946 fue elegido diputado. Fue reelecto en siete legislaturas consecutivas y llegó a ser decano de la Cámara de Representantes, con veintisiete años de actuación parlamentaria ininterrumpida (1946-1973). En las elecciones generales de 1950 fue el candidato del Partido Comunista a la Intendencia de Montevideo.

### Liderazgo en el Partido Comunista
A nivel mundial, en todos los partidos seguidores de las directivas del Partido Comunista de la Unión Soviética (PCUS) se produjeron cambios luego de la muerte de José Stalin. La "desestalinización" consistió en el desplazamiento de los dirigentes identificados con Stalin por una nueva dirección. Arismendi encabezó la desestalinización en el comunismo uruguayo. 
En el año 1955 Arismendi dirigió un movimiento de oposición al entonces secretario general del partido, Eugenio Gómez, quién fue acusado de métodos autoritarios y sectarios. Ese movimiento, que contó con la participación de dirigentes que luego se convertirían en los dirigentes históricos de la segunda mitad del siglo XX (entre ellos José Luis Massera), dio como resultado una mayoría en el siguiente congreso, y un cambio en la línea de acción partidaria que redundó en una mayor presencia sindical y estudiantil, la unificación del movimiento sindical en la Convención Nacional de Trabajadores (CNT), la fundación del Frente Izquierda de Liberación (FIDEL), coalición electoral a partir de 1962. Desempeñó su responsabilidad como Primer Secretario, electo en el XVI Congreso del PCU (septiembre de 1955), hasta que el XXI Congreso (1987) lo designó Presidente del Comité Central, siendo electo Jaime Pérez en el puesto de Secretario General del partido. Impulsor de la unidad de las fuerzas de izquierda, elemento central de la estrategia del PCU, fue uno de los fundadores del Frente Amplio en 1971.

### Actividad durante la dictadura
Bajo la dictadura cívico-militar encabezó la dirección del Partido Comunista desde la clandestinidad, hasta que es detenido el 8 de mayo de 1974. El 4 de enero de 1975 fue expulsado del país rumbo a la Unión Soviética donde permaneció hasta la restauración democrática en Uruguay. 

Más de un año después a su expulsión, fueron encontrados los archivos que contenían la información de los afiliados al Partido Comunista del Uruguay, que fueron utilizados por el régimen de facto para perseguir y desarticular esa organización. Este hecho motivó una polémica por la cual fuentes vinculadas a la dictadura afirmaban que Arismendi había comprado su libertad entregado los ficheros, mientras que otras versiones como la Juan María Bordaberry afirman que la salida de Arismendi se dio a cambio de un acuerdo comercial con la Unión Soviética y por la presión diplomática de ese país. Finalmente luego de la expulsión de Arismendi el acuerdo no llegó a materializarse.

Desde el Partido Comunista se afirmaba que la versión de los ficheros era materialmente imposible ya que estos estaban el poder del frente de  Organización y no del Secretario General (cargo que Arismendi ocupaba en ese momento), y que los archivos son requisados entre 1976 y 1977 mientas que Arismendi es expulsado en 1975. 

En la Unión Soviética brinda ciclos de conferencias y realiza trabajos de investigación que asientan su imagen de teórico de primer nivel en el terreno de la teoría marxista-leninista.

### Restauración democrática
Proscrito por la dictadura, no pudo ser candidato en las primeras elecciones luego de la restauración de la institucionalidad en 1984. Rodney Arismendi fue elegido senador por el Frente Amplio (Lista 1001) en los comicios de noviembre de 1989, no pudiendo ocupar su cargo por fallecer el 27 de diciembre de ese año. Fue autor de numerosos proyectos de ley elaborados en consulta con las organizaciones populares y gremiales.

## Familia
Rodney Arismendi es el padre de la política integrante del Frente Amplio, Marina Arismendi.

## Obras de su autoría
- La filosofía del marxismo y el señor Haya de la Torre (Editorial "América". 1946)
- Para un prontuario del dólar (Al margen del Plan Truman) (Ediciones Pueblos Unidos. 1947)
- Problemas de una revolución continental (2 volúmenes. Ediciones Pueblos Unidos. 1962)
- Un instante de transición hacia batallas más altas (Ediciones de la Agrupación Comunista de Médicos. 1969)
- Lenin, la revolución y América Latina (Ediciones Pueblos Unidos. 1970)
- Insurgencia juvenil (Ediciones Pueblos Unidos. 1972)
- Sobre la enseñanza, la literatura y el arte (Ediciones Pueblos Unidos. 1984)
- Enseñanza democrática (1985)
- Ocho corazones latiendo (1987)
- Forjar el viento
- La revolución uruguaya en la hora del Frente Amplio